# Maruca
Le Maruca est un système de conception français de missile sol-air courte portée.

## Historique
Depuis la Seconde Guerre mondiale, les Français travaillent sur des missiles antiaériens, ainsi le Maruca héritait directement du Hs 117 Schmetterling allemand. Les recherches ont débuté au service Engins spéciaux de Ruelle en 1948, et le programme a été arrêté après environ 200 tirs. 
Le Maruca, télécommandé depuis le sol, était propulsé par un moteur à ergols liquides (acide nitrique-aniline) et des accélérateurs à poudre dont le nombre et la position variaient selon la version.
Six versions désignées de A à A6 ont vu le jour. Pour les cinq premières versions, la cellule du missile proprement dit restait inchangée. Il avait la forme d’un avion à ailes en flèche comportant à l’arrière deux plans fixes et deux dérives verticales fixes. Il mesurait 3,90 m de long pour 35,6 cm de diamètre avec une envergure de 2 m. 
Dans la dernière version désignée A6, le missile évoluait vers une configuration où le plan horizontal arrière était remplacé par des gouvernes delta mobiles placées à l'avant. La longueur du missile passait à 4,90 m sans changement de l'envergure.
Sa vitesse subsonique et sa propulsion à liquides le rendaient doublement impropre à l'emploi opérationnel. Toutefois, ces recherches ont amené le développement d'un missile supersonique à propulsion solide, le Masurca.

### Sources
- Maruca, an early French liquid-fuelled rocket, Jean Robert, Jean-Jacques Serra and Philippe Jung, IAC-06-E4.3.03 (2006)